# Tankó Károly
Tankó Károly (Budapest, 1975. –) magyar régész, történész.

## Életpályája
2000-ben a Zala Megyei Múzeumok Igazgatóságánál az M7-es autópálya feltárásánál régészként dolgozott. 2000-ben a Heves Megyei Múzeumi Szervezet régésze volt Egerben. 2001-ben az Eötvös Loránd Tudományegyetem Bölcsészettudományi Karának hallgatójaként okleveles régész végzettséget szerzett. 2001–2002 között a Nógrád Megyei Múzeumi Szervezet régésze volt Szécsényben. 2004–2008 között az Eötvös Loránd Tudományegyetem Bölcsészettudományi Kar Régészettudományi Intézetének tudományos segédmunkatársa, 2008-tól tudományos munkatársa. 
2005-től a Magyar Tudományos Akadémia Köztestületi tagja, valamint az Ősrégészeti Társaság és a Magyar Régész Szövetség tagja. 2005-ben az Eötvös Loránd Tudományegyetem Bölcsészettudományi Karán PhD. fokozatot szerzett. 2007-től az Magyar Tudományos Akadémia-Eötvös Loránd Tudományegyetem (MTA-ELTE) Interdiszciplináris Régészettudományi Kutatócsoport tudományos főmunkatársa. 2008–2011 között az Országos Tudományos Kutatási Alap (OTKA), Régészet és Magyar Őstörténet Szekció zsűritagja volt.
2010–2014 között Csabdi polgármestere volt. 2013-tól a Bicske Város Helyi Értéktár Bizottság tagja.

### Munkássága
Feladata az Eötvös Loránd Tudományegyetem vaskori projektjeinek koordinációja (Sajópetri, Ludas, Paks−Gyapa, stb.) és tudományos közzétételük előkészítése. Kutatási területe a Kárpát-medence vaskora. Részletesen foglalkozik a La Tène-kultúra településtörténetével és temetkezési szokásaival. Kiemelt kutatási témái a La Tène kerámiaművesség, a kelta üvegékszerek, a fegyverzet és a karikaékszerek.

## Művei
- "Régről kell kezdenünk…": Studia Archaeologica in honorem Pauli Patay = Régészeti tanulmányok Nógrád megyéből Patay Pál tiszteletére (2010)
- La nécropole celtique à Ludas-Varjú-dűlő (2012)
- Studia Archaeologica Nicolae Szabó LXXV Annos Nato dedicata (2015)
- La nécropole celtique à Sajópetri – Homoki-szőlőskert (2018)
- Celto – Gallo – Roman Studies of the MTA-ELTE Research Group for Interdisciplinary Archaeology (2018)
- Kelta falu Győr határában: A Ménfőcsanaki késővaskori település (2020)